# Lieke
Lieke er et nederlandsk pigenavn. Dette stammer fra det franske "Angelique".

## Kendte personer med navnet
- Lieke Klaus, hollandsk BMX-cykelrytter
- Lieke van Lexmond, hollandsk skuespillerinde
- Lieke Martens, hollandsk fodboldspiller
- Lieke te Winkel, hollandsk violinist